# 铜鼓山遗址
參數所指定的目標頁面不存在，建議更正成存在頁面或直接建立下列一個頁面（建立前請先搜尋是否有合適的存在頁面可以取代）：
- 普安铜鼓山遗址

铜鼓山遗址位于湖南省岳阳市云溪区陆城镇铜鼓山，为商代早期文化遗址。该遗存保存相对完整，分布面积5.8万平方米，从商早期延续到春秋早期，是长江以南极少保存有中原商文化的遗址之一，对于研究商文化南下及其与当地土著文化的关系具有重要的价值。
2004年遗址公布为岳阳市市级文物保护单位， 2006年公布为湖南省省级文物保护单位，2013年列入全国重点文物保护单位名单。

## 链接
- 岳阳市省级文物保护单位简介——铜鼓山遗址 （页面存档备份，存于）
- 全国重点文物保护单位—铜鼓山遗址

## 脚注
1. ↑  .   [2015-09-22]. （原始内容存档于2019-07-01）.